# District IX van Boedapest
District IX of Ferencváros (Duits: Franzstadt) is een centraal gelegen binnenstadsdistrict van Boedapest.
De wijk ontstond in de 18e eeuw als de voorstad van de oude stad Pest en kreeg zijn naam na de kroning van Frans Jozef Karel van Habsburg-Lotharingen als Frans II, laatste keizer van het Heilige Roomse Rijk, in 1792.

## Bezienswaardigheden
- Semmelweis Egyetem (Semmelweis Universiteit, Universitas Budapestinensis de Semmelweis Nominata)
- Budapesti Corvinus Egyetem (Corvinus Universiteit Boedapest)
- Assisi Szent Ferenc-templom (Parochiekerk van Saint-François-d'Assise)
- Holocaust Documentation Centre and Memorial

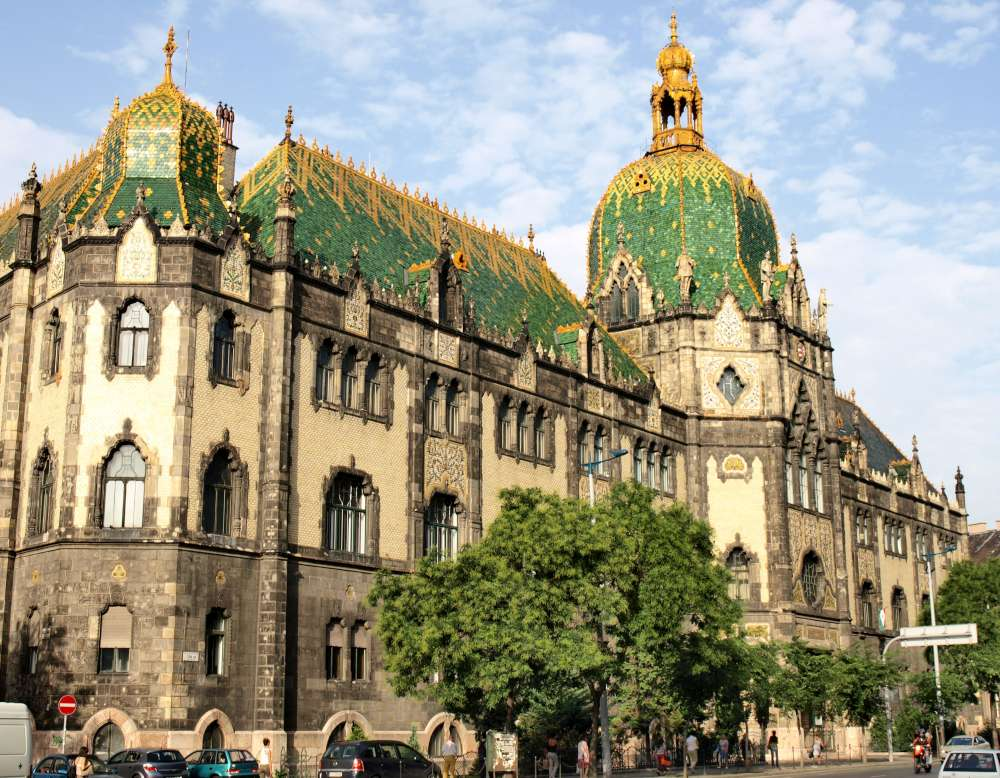
Iparművészeti Múzeum
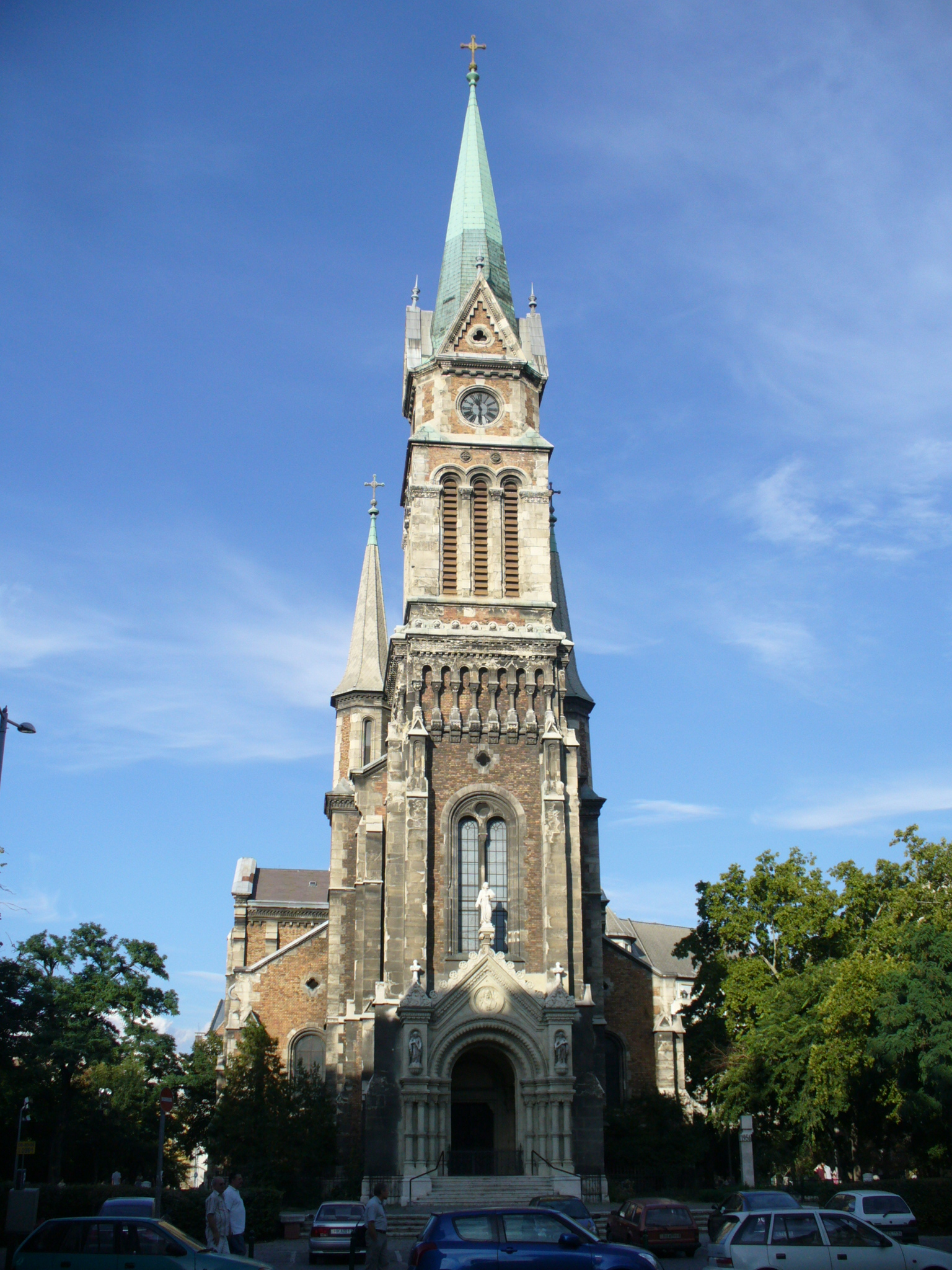
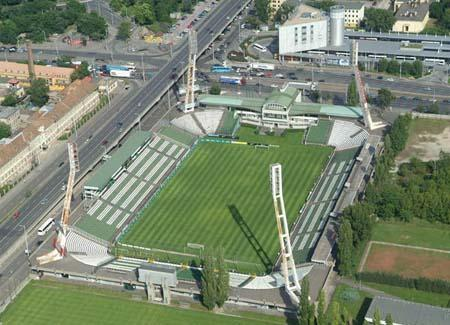
Das frühere Albert-Flórián-Stadion

- Geboortehuis van Attila József
- De Grote Markthal
- Müvészetek Palotája
- Nationale theater
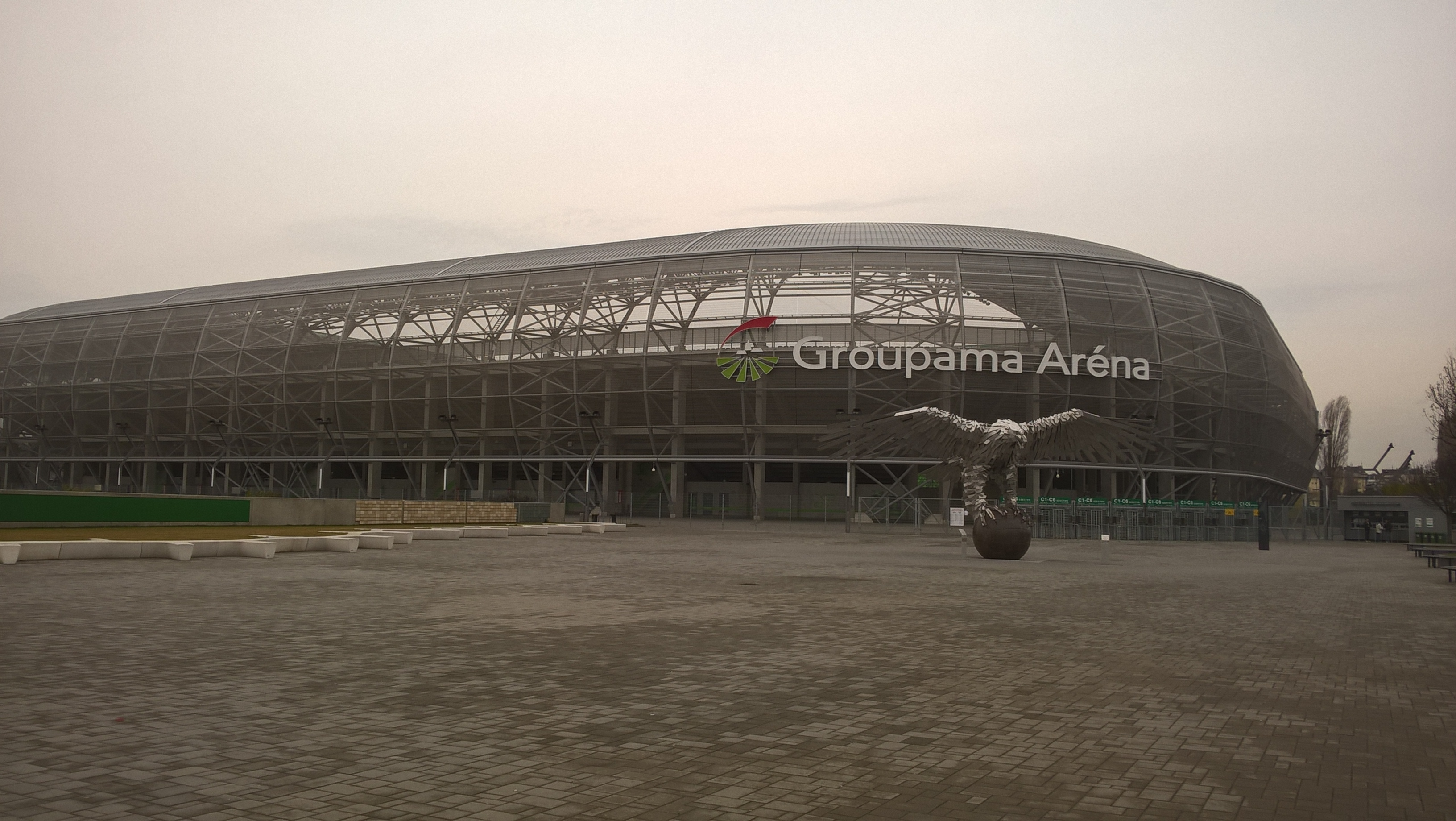
Groupama Aréna
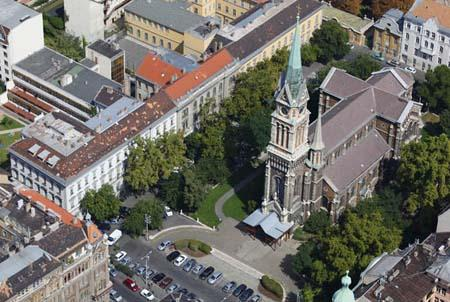
Bakáts-Platz
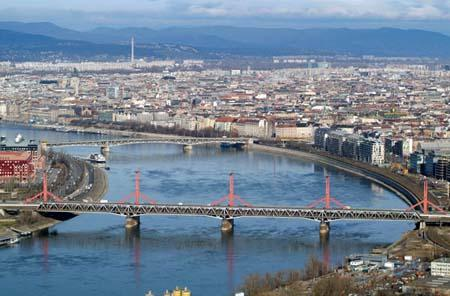
Lágymányosi-Brücke
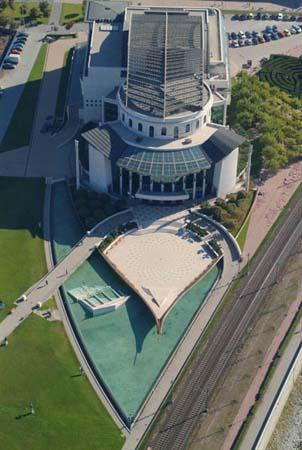
Nationaltheater
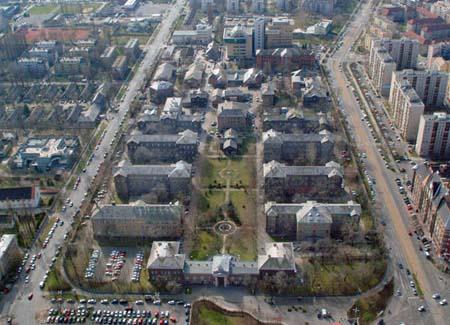
Sankt-István-Krankenhaus

- Iparművészeti Múzeum
- Das frühere Albert-Flórián-Stadion
- Die Groupama Aréna
- Bakáts-Platz
- Lágymányosi-Brücke
- Nationaltheater
- Sankt-István-Krankenhaus

## Sport
In de wijk is de Ferencvárosi Torna Club gevestigd.

## Partnerschappen
- Kráľovský Chlmec, Slowakije
- Kanjiža, Servië
- Sfântu Gheorghe, Roemenië
- Berehove, Oekraïne
- Graz, Oostenrijk

I · II · III · IV · V · VI · VII · VIII · IX · X · XI · XII · XIII · XIV · XV · XVI · XVII · XVIII · XIX · XX · XXI · XXII · XXIII